# Jonatan Leijonberg
Jonatan Leijonberg, född 24 september 1992, är en tidigare svensk handbollsspelare som spelade mittsexa i anfall.
Leijonberg började sin spelarbana i KFUM Lundagård. Han fortsatte till H43 Lund där han spelade junior-SM final i Lund 2010. H43 förlorade finalen till Sävhof efter förlängning. Efter ett år till i H43 bytte han klubb till Lugi HF där han spelade i elitserien. Han spelade för Lugi till och med säsongen 2014-2015 men efter den slutade han med handboll.

## Klubbar
- KFUM Lundagård - 2010?
- H 43 Lund 2010? - 2011
- Lugi HF 2011-2015

## Meriter
- J-SM Silver 2010 med H 43
- SM Silver  2014 med Lugi HF
- U-VM Guld 2013 med svenska U21-landslaget (21 landskamper, 51 mål)